# Viaduc de Lalleyriat
Le viaduc de Lalleyriat est un viaduc autoroutier emprunté par l'A40 (au km 110). Il est situé au Poizat-Lalleyriat dans l'Ain, en France. C'est un pont à poutres-caisson.

## Caractéristiques
Achevé en 1987, le viaduc mesure 194 mètres.